# کاسویا تاکه‌نوری

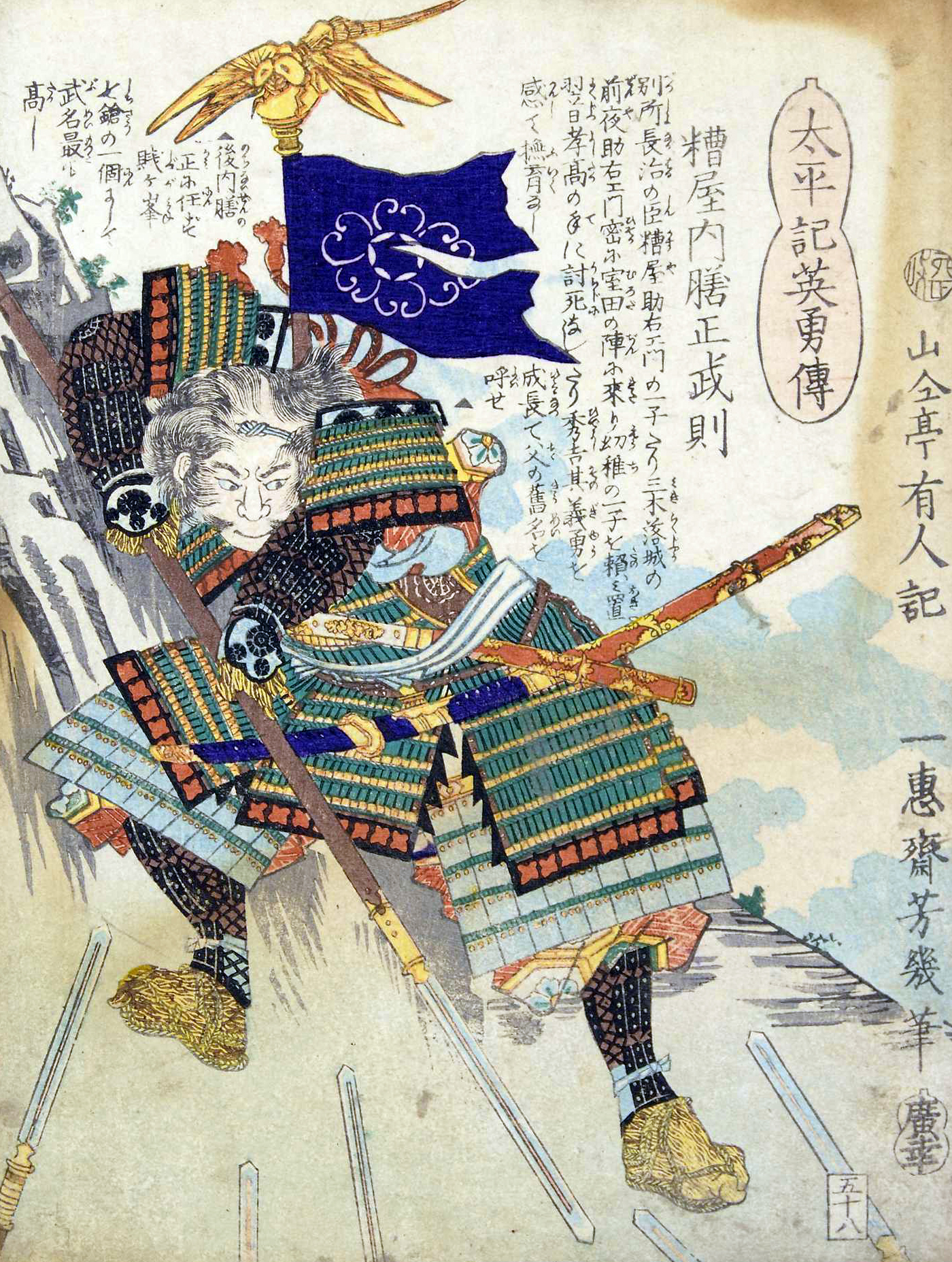

کاسویا تاکه‌نوری (به ژاپنی: 糟屋 武則 Kasuya Takenori) (۱۵۶۲–۱۶۰۷ میلادی) یک سامورایی در دوره آزوچی–مومویاما بود که به خاندان تویوتومی خدمت می‌کرد.